# Volante Museum
Il Volante Museum, chiamato anche Oldtimer-Museum Volante, è stato un museo inaugurato nel 2015 e situato nei pressi di Kirchzarten, vicino a Friburgo in Brisgovia nel Baden-Württemberg, in Germania.

## Descrizione e storia

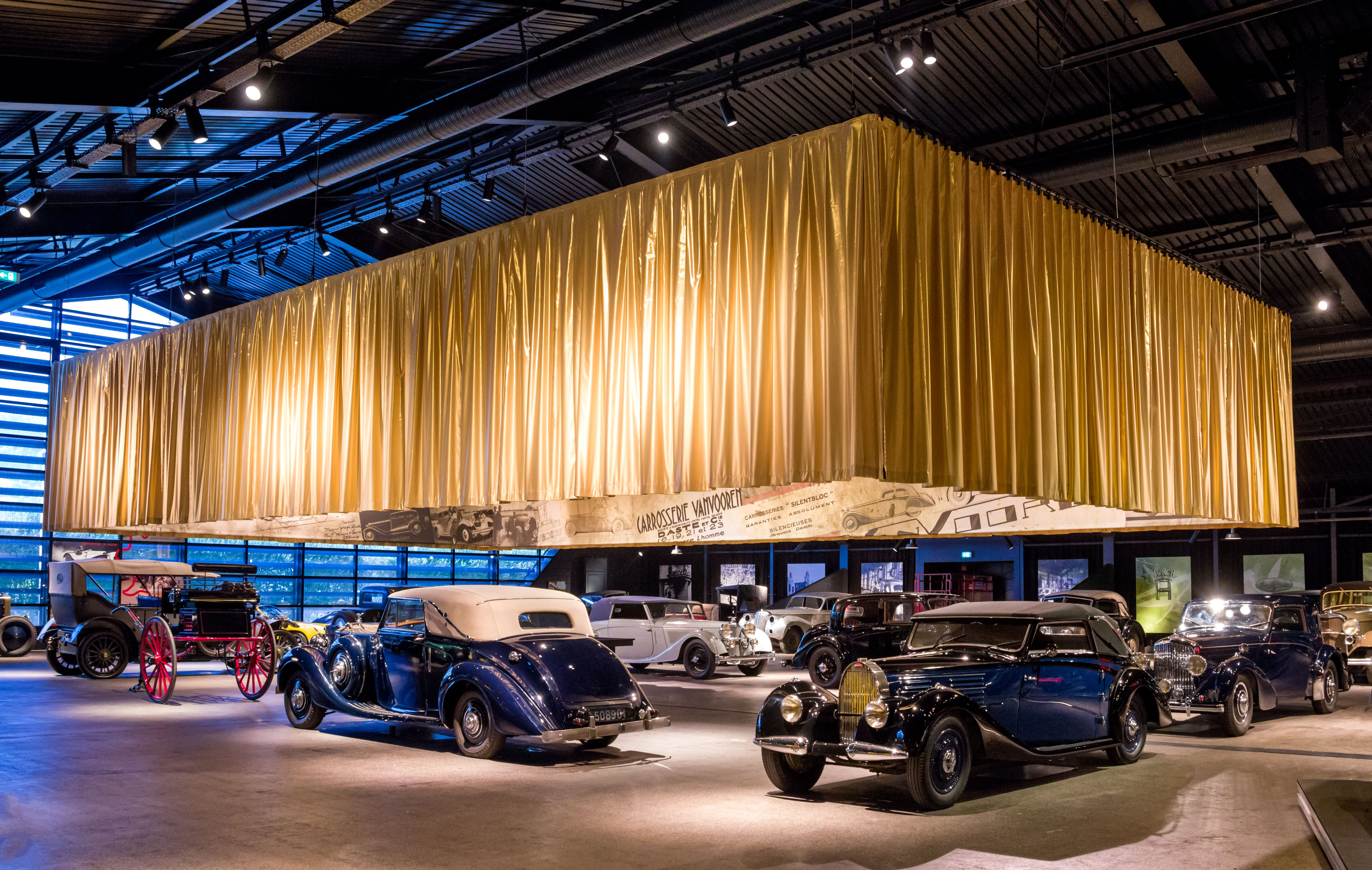
Interno del museo

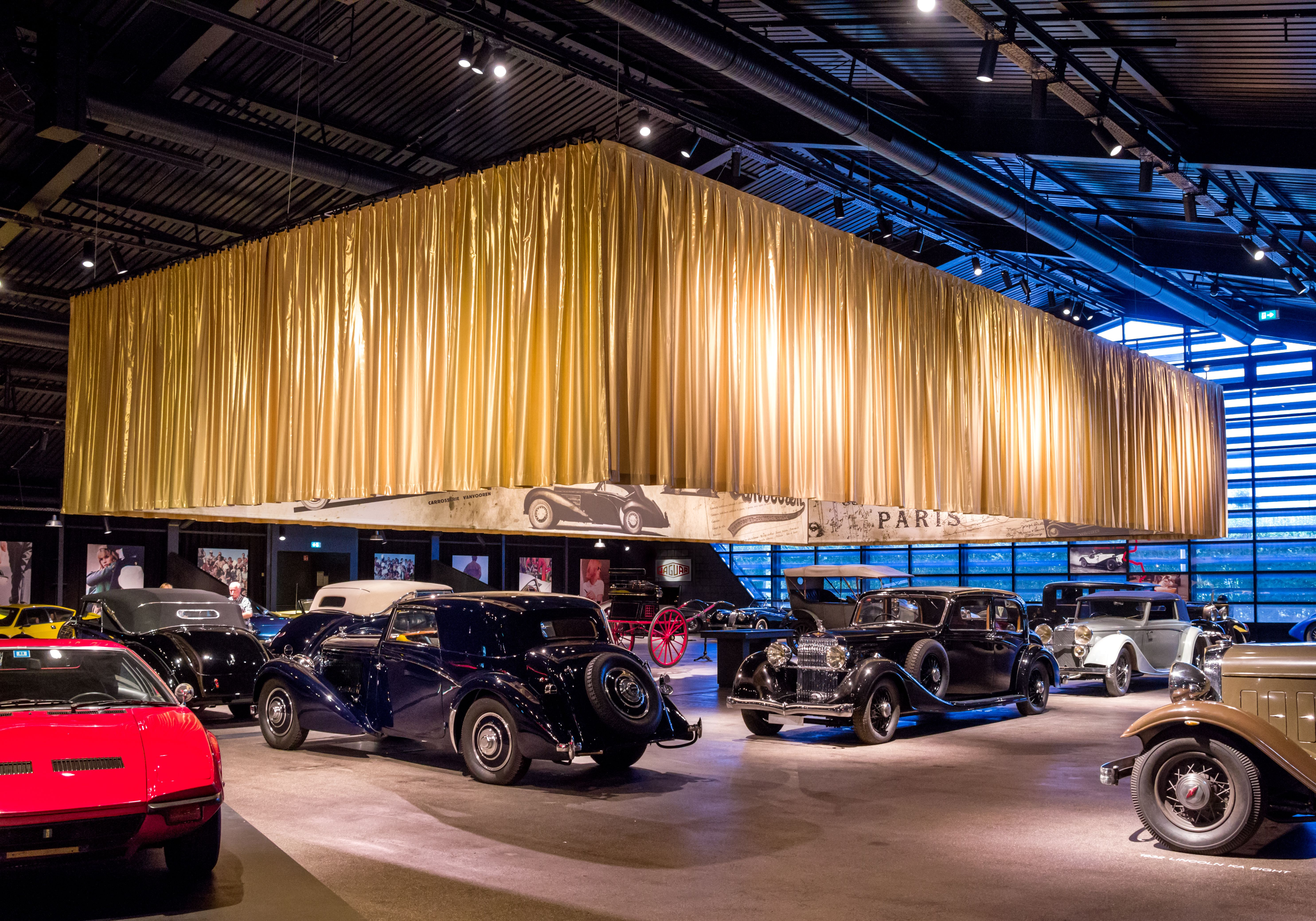
Vista parziale dell'interno

Il museo è stato fondato dal collezionista tedesco Martin Waltz e inaugurato nel ottobre 2015 in un'ex campo indoor di tennis coperto di 2000 m², 10 km a sud-ovest di Friburgo in Brisgovia nella Foresta Nera.
Il museo esponeva una collezione privata di circa 45 di auto da collezione (compresi molti pezzi unici unici) in uno stato di restauro completo, tra cui una serie unica di otto auto del carrozziere francese Vanvooren (1911-1950), nonché alcune motociclette storiche.
Il museo è stato aperto al pubblico dal 1º ottobre 2015 al 1º ottobre 2020, ma dopo la chiusura decretata dalle misure adottate dal governo tedesco contro la pandemia di Covid-19 nel marzo 2020, il museo è stato chiuso e la collaborazione è stata trasferita ai Black Forest Studios nell'ottobre 2020.